# Rock Nacional (álbum de Pez)
Rock Nacional es el decimoséptimo álbum, y decimoquinto de estudio, del grupo de rock argentino Pez. Fue grabado y mezclado por Walter Chacón en Estudios del Abasto (General Rodríguez) durante el mes de diciembre de 2015. La asistencia de grabación estuvo a cargo de Mauro Taranto y Mauri Escobar y, al igual que en su álbum anterior, fue masterizado por Tom Baker. Es el primer álbum del grupo con Juan Ravioli como miembro estable de la agrupación.

## Canciones
1. Más música (letra y música: Ariel Minimal)
2. Tan deprisa ya (letra y música: Ariel Minimal)
3. De la vieja escuela del amor (letra y música: Ariel Minimal)
4. Disparado (letra y música: Ariel Minimal;  música: Franco Salvador, Ariel Sanzo y Juan Ravioli)
5. Lo nuevo (letra y música: Ariel Minimal)
6. El aprendiz (letra: Ariel Minimal)
7. Cerezas (letra y música: Ariel Minimal)
8. Lucifer (letra: Ariel Minimal; música: Franco Salvador)
9. Cuidate monito (letra y música: Ariel Minimal)
10. Calabacita (letra: Ariel Minimal; música: Fósforo García)

## Músicos
- Ariel Minimal:  voz, guitarras eléctrica y acústica
- Franco Salvador:voz, batería y percusión
- Fósforo García: bajo eléctrico
- Juan Ravioli: voz, piano eléctrico, piano, órgano y sintetizadores